# Jaromír Liďák
Jaromír Liďák ist ein ehemaliger tschechoslowakischer Skispringer.

## Werdegang
Sein internationales Debüt gab Liďák bei der Vierschanzentournee 1971/72. Nach schwachen Ergebnissen in den ersten drei Springen gelang ihm in Bischofshofen auf der Paul-Außerleitner-Schanze mit Rang 18 seine erste Top-20-Platzierung. Die Tournee beendete Lidak auf Rang 25 der Gesamtwertung.
Bei der Skiflug-Weltmeisterschaft 1972 in Planica flog Liďák auf den fünften Rang im Einzelfliegen.
In die Vierschanzentournee 1972/73 startete Liďák erneut mit einem nur enttäuschenden 49. Platz auf der Schattenbergschanze in Oberstdorf. Beim Neujahrsspringen auf der Großen Olympiaschanze in Garmisch-Partenkirchen überraschte er als Dritter mit seinem ersten und einzigen Podestrang. Nachdem er in Innsbruck auf Rang 24 landete, verpasste er sein zweites Podium als Vierter in Bischofshofen nur knapp. Seine erfolgreichste Tournee beendete Lidak auf dem 14. Platz der Gesamtwertung. Bei der Skiflug-Weltmeisterschaft 1973 auf der Heini-Klopfer-Skiflugschanze erreichte er Rang 30.
Mit der Vierschanzentournee 1973/74 bestritt er seine letzte Tournee. Dabei konnte er nicht an den Erfolg aus dem Vorjahr anknüpfen und schloss die Tournee als 26. der Gesamtwertung ab.

## Erfolge

### Vierschanzentournee-Platzierungen
| Saison  | Platz | Punkte |
| ------- | ----- | ------ |
| 1971/72 | 25.   | 835,0  |
| 1972/73 | 14.   | 808,3  |
| 1973/74 | 26.   | 815,2  |